# Port lotniczy Sanandadż
Port lotniczy Sanandadż (IATA: SDG, ICAO: OICS) – port lotniczy położony w Sanandadż, w ostanie Kurdystan, w Iranie.